# Вивес-и-Роч, Амадеу
Амадеу Вивес-и-Роч (кат. Amadeu Vives i Roig; 18 ноября 1871, Кольбато — 1 декабря 1932, Мадрид) — испанский композитор каталанского происхождения.

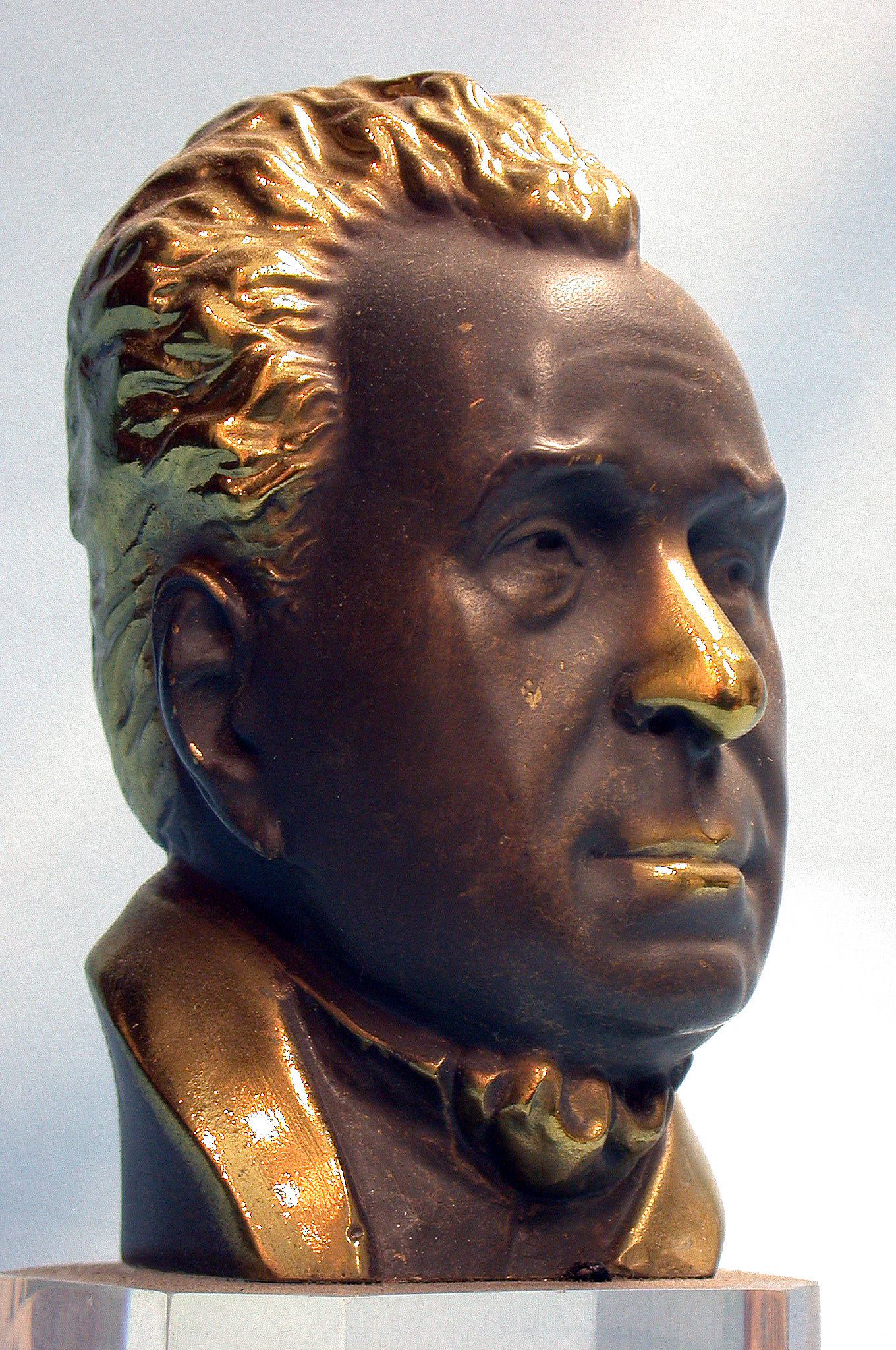

В детстве переболел полиомиелитом и был отправлен в приют в Барселону. В 1882 году из приюта был отдан в церковь Святой Анны, где священник Хосе Рибера начал учить его музыке. В 1886 году он уехал из Барселоны в Малагу, где руководил в приюте музыкальным ансамблем, затем в Толедо, где его первое собственное сочинение исполнял музыкальный ансамбль пехотного училища, затем в Мадрид и наконец снова в Барселону, где в 1887 году стал капельмейстером в одной из местных церквей. Одновременно Вивес брал уроки у видного музыканта Фелипе Педреля. В 1891 году вместе с Льюисом Мильетом Вивес основывает хор «Каталонский Орфей» — одну из ключевых институций каталанского музыкального возрождения.
В 1897 году в барселонском театре была поставлена четырёхактная опера Вивеса «Артур» по мотивам Вальтера Скотта. В том же году Вивес уехал в Мадрид, а в следующем здесь была поставлена его первая сарсуэла — и в дальнейшем основные успехи Вивеса связаны именно с этим жанром. Из сарсуэл Вивеса наиболее замечательной считается «Донья Франсискита» (исп. Doña Francisquita; 1923, на основе пьесы Лопе де Вега «Изобретательная влюблённая», либретто Федерико Ромеро), заслуживают упоминания также «Богема» (исп. Bohemios; 1904, на том же сюжетном основании, что и опера Пуччини) и завершённый за 4 дня до смерти композитора «Талисман».